# NGC 5591/2
NGC 5591/2 је галаксија у сазвежђу Волар која се налази на NGC листи објеката дубоког неба.
Деклинација објекта је + 13° 43' 2" а ректасцензија 14h 22m 34,9s. Привидна величина (магнитуда) објекта NGC 5591 износи 14,2 а фотографска магнитуда 15,0. NGC 55912 је још познат и под ознакама UGC 9207, MCG 2-37-6, MK 809, CGCG 75-23, KCPG 424B, PGC 93125.